# Melgar de Arriba
Melgar de Arriba est une commune de la province de Valladolid dans la communauté autonome de Castille-et-León en Espagne.

## Sites et patrimoine
- Église San Miguel, avec le retable San Miguel
- Église Santiago

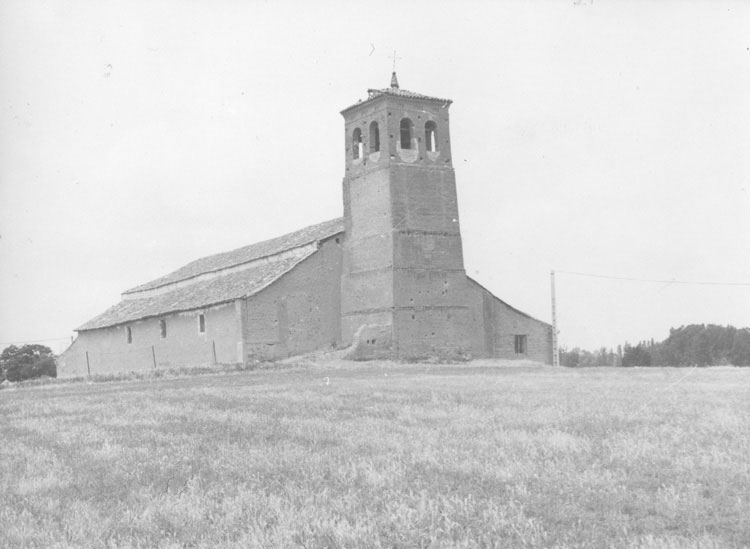
Église San Miguel. Fondation Joaquín Díaz.
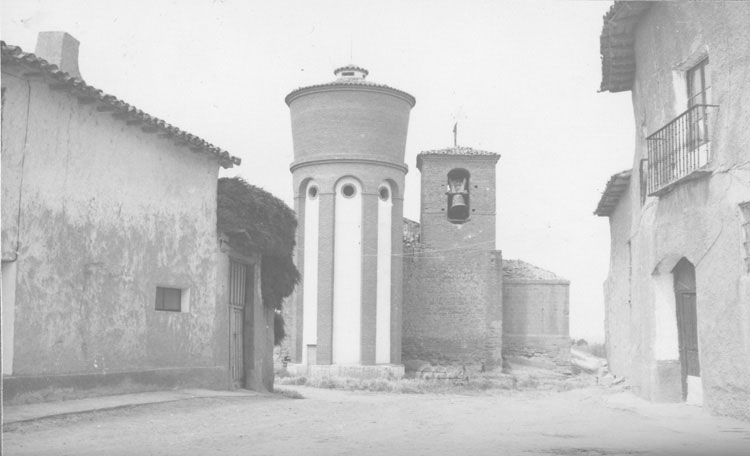
Vue du village et de l'église Santiago. Fondation Joaquín Díaz.